# Бородач. Понять и простить
«Борода́ч. Понять и простить» — российский комедийный телесериал, спин-офф скетчкома «Наша Russia» производства компании «Comedy Club Production». Идея сериала принадлежит Семёну Слепакову и Гарику Мартиросяну. Премьера состоялась 15 января 2016 года на канале ТНТ.

## Сюжет
Действие сериала происходит в Рязани. Главный герой — Александр Родионович Бородач (Михаил Галустян), страдающий картавостью. Он работает охранником, но не может удержаться на одном рабочем месте более трёх дней, так как из-за своей склонности к пьянству (а иногда и к наркотикам) всё время попадает в различные курьёзные ситуации, зачастую выливающиеся в настоящие локальные катастрофы.
Все свои выходки он объясняет влюблённостью в Ирину Скоробейникову (Анна Уколова), стриптизёршу из стриптиз-клуба «Пещера», сердце которой безуспешно пытается завоевать. Другом Саши почти во всех злоключениях является пенсионер Палыч (Дмитрий Никулин).
В итоге Бородач оказывается в отделении полиции, где его допрашивают старший лейтенант полиции Вадим Вахитов (Демис Карибидис) и лейтенант (в первой серии младший сержант) полиции Антон Самойлов (Артур Казберов). Иногда вместо Самойлова появляется Гаврилов (Евгений Еськов).
Во многих сериях полицейские обижаются на Бородача, когда он их называет «мусорами», за что его и избивают.
В конце каждой серии на вопрос Вадима Вахитова «Что нам с тобой делать, Бородач?», на который Бородач отвечает крылатой фразой «Понять и простить», отправляясь в камеру.

## История создания
Телесериал вырос из сюжетной линии скетчкома «Наша Russia» о рязанском охраннике-недотёпе Бородаче, который постоянно попадает в различные курьёзные ситуации и из-за этого вынужден менять место работы.
Показ шёл на телеканале ТНТ с 15 января по 25 марта 2016 года по пятницам в 22:00.

## В ролях

### В главных ролях
- Михаил Галустян — Александр Родионович Бородач, охранник
- Анна Уколова — Ирина Скоробейникова, стриптизёрша, возлюбленная Бородача
- Дмитрий Никулин — Палыч, пенсионер, лучший друг Бородача
- Демис Карибидис — Вадим Вахитов, старший лейтенант полиции
- Артур Казберов — Антон Самойлов, лейтенант полиции

### Эпизодические
- Дмитрий Буренков — «Дрон», парковщик в отеле «Ryazan Plaza», друг Бородача (1)
- Владимир Малков — Петрович, безработный, друг Бородача (1)
- Борис Петров — «Шишка», работник сцены ТЮЗа, друг Бородача (1)
- Николай Басков — камео (1)
- Мэд Гринос — Негр (1) / Бомж № 3 (5)
- Пётр Винс — Жуков, ефрейтор, друг Бородача и Палыча (2)
- Владимир Лукьянчиков — мясник Саныч (2)
- Яков Рыбалко — Игорёк, друг Бородача (3, 7)
- Евгений Казанцев — Константин Мурашов, двойник Григория Лепса, знакомый Бородача (3)
- Александр Волохов — Сергей, «Котлета-старший» («Котлетос»), автослесарь, посудомойщик и ассенизатор, друг Бородача (4, 7, 8, 11)
- Александр Луканичев — отец Сергий, священник, владелец кабриолета (4)
- Борис Зверев — Паша «Аргумент», постоянный клиент фитнес-центра (5)
- Игорь Фомин — Артём Владимирович Терещенко, бомж, бывший физрук (5)
- Полина Ганшина — жена Палыча (5)
- Станислав Киселёв — корреспондент телеканала «Рязань-ТВ» (6)
- Алексей Жиров — Валерий Фёдорович, «Граф», бомж (6)
- Михаил Куряев — помощник депутата Сергея Андреевича Лупова (6)
- Ольга Сырачёва — невеста жениха (6)
- Дмитрий Прокофьев — Сергей Андреевич Лупов, депутат Рязанской городской думы (6)
- Владимир Чуприков — Виктор Сергеевич, гость на свадьбе (8)
- Александр Онипко — «Рыба», охранник, друг Бородача (9, 11, 13)
- Ксения Бехтина — лже-проститутка, сестра рокера (9)
- Наталья Гаранина — лже-проститутка, мать рокера (9)
- Денис Дорохов — «Бармалей», друг Бородача (9, 13)
- Роман Степенский — охранник стрип-клуба «Пещера» (12)
- Евгений Еськов — Гаврилов, лейтенант полиции (4, 9, 12)
- Александр Наумов — Лавров, генерал-полковник МВД (12)
- Дмитрий Бобровский — Прокопенко, полицейский (13)
- Арслан Мурзабеков — Армен, флорист, автоугонщик (14)
- Дмитрий Меденников — младший брат Армена (14)
- Евгений Никишин — Кирилл, грузчик в аэропорту, бывший одноклассник Бородача (14)

## Список серий
| №  | Название                                            | Описание | Премьера   |
| -- | --------------------------------------------------- | --- | ---------- |
| 1  | Страх и ненависть в «Ryazan Plaza» («Рязань Плаза») | Бородач приглашает свою возлюбленную Иришку на концерт Николая Баскова, а после на всю ночь в гостиницу. Но поскольку денег на билет нет, Иришка отказывается. Бородач со своими друзьями Дроном, Петровичем и Шишкой в поисках бесплатного алкоголя заходят в президентский люкс отеля, где Бородач работает охранником. В результате грандиозной пьянки пострадали номер и постоялец отеля — сам Николай Басков. | 15.01.2016 |
| 2  | Слепая ярость                                       | Иришка уезжает развлекаться с новым работодателем Бородача — кавказцем Рафиком. В отместку Бородач, подговорив Палыча и его знакомого, ефрейтора Жукова, устраивает на участке Рафика пьянку с шашлыками и проститутками. В итоге с помощью танка, угнанного троицей из соседней воинской части, повреждён коттедж и снесена баня. | 15.01.2016 |
| 3  | День города                                         | Желая достать денег на VIP-билет на концерт Григория Лепса в честь Дня города, Бородач, заручившись помощью Палыча и Игорька, занимается «туалетным бизнесом». В результате конкуренции с «кавказцами-монополистами» сорван День города и покалечен двойник певца Григория Лепса — Константин Мурашов. | 22.01.2016 |
| 4  | Форсаж                                              | Бородач и Котлетос, угнав из автосервиса красный кабриолет, принадлежавший священнику отцу Сергию, приглашают Иришку и её подругу Ларису за город. На природе Бородач и Котлетос уничтожают машину и вступают в конфликт с рыбаками и хозяевами случайно убитого козлёнка. | 29.01.2016 |
| 5  | Водный мир                                          | Работающий на этот раз охранником в элитном фитнес-центре Бородач в компании с Палычем и Артёмом Владимировичем Терещенко, продав найденный в спортзале IPhone 6, оказываются должны 70 000 рублей владельцу телефона, местному авторитету Паше Аргументу, и соглашаются поработать на него: перевезти груз в Москву, но в дороге выясняется, что товар другого содержания. Тогда друзья решают самостоятельно справиться с Пашей, для чего зовут на помощь 137 окрестных бомжей, а после в знак благодарности пускают их в фитнес-центр. После освобождения Паша избивает Вахитова и Самойлова. | 05.02.2016 |
| 6  | Ночь живых мертвецов                                | Бородач с ужасом узнаёт, что Иришка выходит замуж. Желая предотвратить брак, он случайно срывает чужую свадьбу. Но оказывается, Иришка готовилась не к свадьбе, а как раз к Хэллоуину. И Бородач, что называется, напутал. Позднее он устраивает беспорядки на Хэллоуине, в результате чего была сожжена яхта рязанского депутата Сергея Андреевича Лупова. | 12.02.2016 |
| 7  | Ночь в музее                                        | Бородач, работающий на этот раз охранником в краеведческом музее, в компании с Палычем, Котлетосом и Игорьком отмечает свой День рождения в здании музея. Под действием употреблённых с водкой «сушёных грибов» друзья устраивают погром. | 19.02.2016 |
| 8  | Свадебный переполох                                 | Бородач устраивается охранником в ресторан «Огни Рязани» и, пользуясь многочисленностью гостей на свадьбе, приглашает на праздник Иришку и Котлетоса. Котлетос с Бородачом, как всегда, успевают накосячить: спровоцировать драку, запереть девушек-танцовщиц в подвале, ударить бутылкой шампанского по голове мужчину, ухаживавшего за Иришкой, устроить пожар в ресторане, при этом облив гостей фекалиями. Как оказалось, ресторан был нелегально построен на территории заповедника. | 26.02.2016 |
| 9  | Рок на Волге                                        | Иришка уезжает на рок-фестиваль «Рок на Волге». Бородач в компании с Палычем, Рыбой и Бармалеем отправляется «спасать любимую Иришку от развратных тупорылых байкеров», теряя по пути товарищей, ссорясь с лже-проститутками и скинхедами, и срывая рок-фестиваль ложным вызовом полиции. | 04.03.2016 |
| 10 | Вспомнить всё                                       | Местный наркодилер Гарик передаёт Бородачу на хранение «коробку чая». Сначала Бородач решает «заварить себе этого чайку», но когда нагрянула полиция, вызванная Иришкой, съедает весь товар, после чего у него начинаются галлюцинации, а также путешествия во времени и в космосе, где Бородач так же успевает влипнуть в разные ситуации. | 11.03.2016 |
| 11 | Мальчишник не в Вегасе                              | Иришка объявляет Бородачу, что если он отстанет от неё хоть на пару дней, она выйдет за него замуж. На радостях «жених» устраивает мальчишник на очередном месте работы — в секс-шопе, и приглашает своих друзей: Палыча, Рыбу и Котлетоса. В результате страдает Рыба, а сам Александр в стиле БДСМ без сознания на «воздушных шарах» из надувных женщин и презервативов приземляется прямо во дворе исправительной колонии строгого режима. | 18.03.2016 |
| 12 | День России                                         | Бородача сажают на ночь в КПЗ за порчу асфальтоукладочным катком новой машины Вахитова и Самойлова под наблюдение лейтенанта Гаврилова, которого не отпустили праздновать День России и оставили на ночное дежурство. Но той же ночью приезжает пьяный генерал МВД Лавров и дежурный с задержанным вынуждены участвовать в комедии с переодеванием и путешествием по стрип-клубу «Пещера», а также в перестрелке с генералом, в которой Гаврилов получил ранение. | 18.03.2016 |
| 13 | Достучаться до небес… Иришкиных                     | Бородач сам является в РОВД — он соврал Иришке, что смертельно болен, дабы добиться её близости. Теперь Вахитов и Самойлов — единственная надежда Бородача на спасение от разъярённых Иришки, Палыча и Бармалея. | 25.03.2016 |
| 14 | Воздушная тюрьма                                    | Иришка сходится с торговцем цветами Арменом и собирается улететь вместе с ним в Ереван. Ревность не даёт Бородачу покоя и он решает бороться за свою любовь, даже если ему придётся сорвать рейс, проникнув без билета в самолёт. | 25.03.2016 |

## Музыкальное оформление
| Исполнитель                                                             | Композиция                                          | Серия            |
| ----------------------------------------------------------------------- | --------------------------------------------------- | ---------------- |
| Daniel Holter & Matt Smith                                              | Party In The Booth                                  | Заставка и титры |
| Чубак Сатаеев                                                           | Арман ай                                            | 1                |
| Иван Дорн                                                               | Бигуди                                              | 1, 4, 12         |
| Сектор Газа                                                             | Демобилизация                                       | 1, 2             |
| Николай Басков                                                          | Шарманка                                            | 1, 3, 12, 13     |
| Сергей Васюта и Сладкий сон                                             | На белом покрывале января                           | 1, 3             |
| Крошка Енот                                                             | От улыбки                                           | 1                |
| Пропаганда                                                              | Яй-я                                                | 2, 5             |
| Sarddin                                                                 | Tu Mili Kin                                         | 2                |
| Ласковый май                                                            | Розовый вечер                                       | 2, 3             |
| ?                                                                       | Лезгинка                                            | 2                |
| Ирина Аллегрова                                                         | Младший лейтенант                                   | 2, 4, 7, 9       |
| Натали                                                                  | Ветер с моря дул О боже, какой мужчина!             | 3                |
| Григорий Лепс                                                           | Самый лучший день Рюмка водки на столе Я счастливый | 3, 12, 14        |
| Кар-Мэн                                                                 | Чао, бамбино!                                       | 4                |
| Потап и Настя                                                           | Чумачечая весна                                     | 4                |
| Михаил Круг                                                             | Водочку пьём                                        | 4                |
| Mr. Credo                                                               | Медляк                                              | 4, 6             |
| Василий Крендов                                                         | Седая ночь                                          | 4, 13            |
| Иванушки international                                                  | Тополиный пух                                       | 4                |
| Каста                                                                   | Наши люди                                           | 4                |
| Лион                                                                    | Её зовут грусть                                     | 4                |
| Весёлые ребята                                                          | Розовые розы                                        | 4                |
| Чайф                                                                    | Никто не услышит                                    | 5                |
| Большой детский хор Всесоюзного радио и Центрального телевидения        | Спортивный марш                                     | 5                |
| Dan Radlauet                                                            | Barely White                                        | 5                |
| Наташа Королёва                                                         | Жёлтые тюльпаны                                     | 5                |
| Alex Menco                                                              | Instead (Klan Kenedy Remix)                         | 6                |
| Zachary Gibson, Nigel William, Graham, Mitchell R. Marlow & Guy Wallace | Plasma Cutter                                       | 6                |
| Serebro                                                                 | Мама Люба                                           | 6                |
| Феликс Мендельсон                                                       | Свадебный марш                                      | 6                |
| Леприконсы                                                              | Хали гали                                           | 7, 8, 9          |
| Ирина Аллегрова                                                         | Свадебные цветы                                     | 8                |
| На-На                                                                   | Фаина                                               | 8                |
| Александр Серов                                                         | Я люблю тебя до слёз                                | 8                |
| «Лабарум»                                                               | Я русский! — какой восторг! (2005)                  | 9, 14            |
| Манавел Пашаян                                                          | Ара вай-вай!                                        | 9, 14            |
| Madan Mohan & Raja Mehdi Ali Khan                                       | Bewitched                                           | 10               |
| Rick Bamford                                                            | Barret Drum (Sounds Of The Ancient World)           | 10               |
| Robert Jonn Foster                                                      | American Indian (World Of Drones — Part One)        | 10               |
| Ёлка                                                                    | На большом воздушном шаре                           | 11               |
| Сергей Трофимов                                                         | Город Сочи Бьюсь, как рыба                          | 11               |
| Татьяна Овсиенко                                                        | Солнце мое                                          | 11               |
| Русские народные песни                                                  | Чёрный ворон                                        | 11               |
| Любэ                                                                    | Атас «Комбат»                                       | 12               |
| Церковные молитвы                                                       | Боже, Царя храни!                                   | 13               |
| Технология                                                              | Нажми на кнопку                                     | 14               |
| Дискотека Авария и Жанна Фриске                                         | Малинки                                             | 4, 13            |